# Martin P6M SeaMaster
De Martin P6M SeaMaster was een militaire vliegboot uit de jaren 1950, gebouwd door de Glenn L. Martin Company voor de Amerikaanse marine. Het toestel was bedoeld als strategische bommenwerper die kernwapens kon vervoeren. De SeaMaster werd echter niet in actieve dienst genomen. In 1959 werd het programma stopgezet vanwege de hoge kosten en de komst van de nieuwe nucleaire Polarisraketten.

## Historiek
In april 1951 schreef de Amerikaanse marine een aanbesteding uit voor een strategische vliegboot. Die moest tot 13.600 kg bommenlast over 2.400 km kunnen vervoeren en op lage hoogte een maximale snelheid van Mach 0,9 (1.010 km/h) bereiken. Consolidated Vultee Aircraft en Glenn Martin stuurden een ontwerp in. Martin ontving een contract voor twee prototypes. 
De SeaMaster was een grote vliegboot met een T-staart. De vleugels hadden een pijlstand van 40° en hadden een uitgesproken negatieve dihedraal (of anhedraal). Tweemaal twee turbojets waren op de bovenzijde van de vleugels gemonteerd om de ingestie van spray te minimaliseren. Het toestel had een vierkoppige bemanning. Het bommenruim was roterend zoals bij de Martin XB-51 en waterdicht. De prototypes waren uitgerust met Allison J71 turbojets met naverbrander.
De eerste vlucht van een prototype, aangeduid als XP6M-1, vond plaats op 14 juli 1955. Op 7 december 1955 verongelukte dit toestel tijdens een testvlucht over Chesapeake Bay, waarbij vier doden vielen. Het tweede prototype vloog op 18 mei 1956. 
De Navy plaatste dan een bestelling voor zes preproductie-exemplaren (YP6M-1), uitgerust met Allison J71 turbojets, en bestelde nadien 24 serie-exemplaren (P6M-1).
De tweede SeaMaster verongelukte op 9 november 1957. De bemanning kon zich dit keer redden. 
De eerste preproductie-SeaMaster YP6M-1 vloog in februari 1959. Het testprogramma van de YP6M-1 bracht een aantal tekortkomingen aan het licht, zoals onbetrouwbare J71-motoren, wat resulteerde in de vervanging van de oorspronkelijk voorziene P6M-1 door een nieuwe versie, de P6M-2, met krachtigere Pratt & Whitney J75 motoren en nieuwe avionica. Door de vertraging van het programma en de bijhorende kosten verminderde de Navy het aantal bestellingen tot acht, maar dat aantal was nog te duur en uiteindelijk werden slechts drie productie-P6M-2 SeaMasters gebouwd. Het project werd stopgezet in de herfst van 1959. Het oorspronkelijke concept waarbij de SeaMasters bijgetankt zouden worden vanuit onderzeeërs om aldus een grote reikwijdte te verkrijgen, bleek niet realistisch en werd achterhaald door de komst van ballistische raketten die vanuit onderzeeërs konden gelanceerd worden.
De P6M was het laatste vliegtuig van de Glenn L. Martin Company.  De firma legde zich nadien toe op de bouw van raketten en elektronische componenten.